# قصعين زيزفوني الأوراق
قصعين زيزفوني الأوراق (الاسم العلمي:Salvia tiliifolia) هو نوع من النباتات يتبع جنس القصعين من الفصيلة الشفوية.